# فرانز كونراد
فرانز كونراد (بالألمانية: Franz Konrad)‏ هو سائق سيارة سباق نمساوي، ولد في 8 يونيو 1951 في غراتس في النمسا.

## روابط خارجية
- فرانز كونراد على موقع Racing-Reference.info (الإنجليزية)
- فرانز كونراد على موقع DriverDB.com (الإنجليزية)